# Aloha Stadium
Aloha Stadium é um estádio localizado no Condado de Honolulu, Havaí, Estados Unidos da América. É o maior estádio do estado do Havaí. É usado pela Universidade do Havaí nas partidas da sua equipe de futebol americano, os Warriors.
Desde 1980 (exceto 2010), todos os jogos do Pro Bowl da National Football League são realizados neste estádio.
Michael Jackson já fez um show no estádio,durante o HIStory World Tour.Ele fez duas apresentações com o público de 35.000 pessoas cada show.
Ele foi cenário de 3 episódios do seriado Lost, que tinha o Havaí como set de filmagens, onde os personagens Jack Shephard e Desmond David Hume tinham alguns de seus flashbacks.